# جان چارلز اوکس ماریوت
جان چارلز اوکس ماریوت (انگلیسی: John Charles Oakes Marriott؛ ۲۹ ژوئن ۱۸۹۵ – ۱۱ سپتامبر ۱۹۷۸) فرد نظامی اهل بریتانیا بود. وی همچنین برندهٔ جوایزی همچون صلیب نظامی شده‌است.